# Eva Green

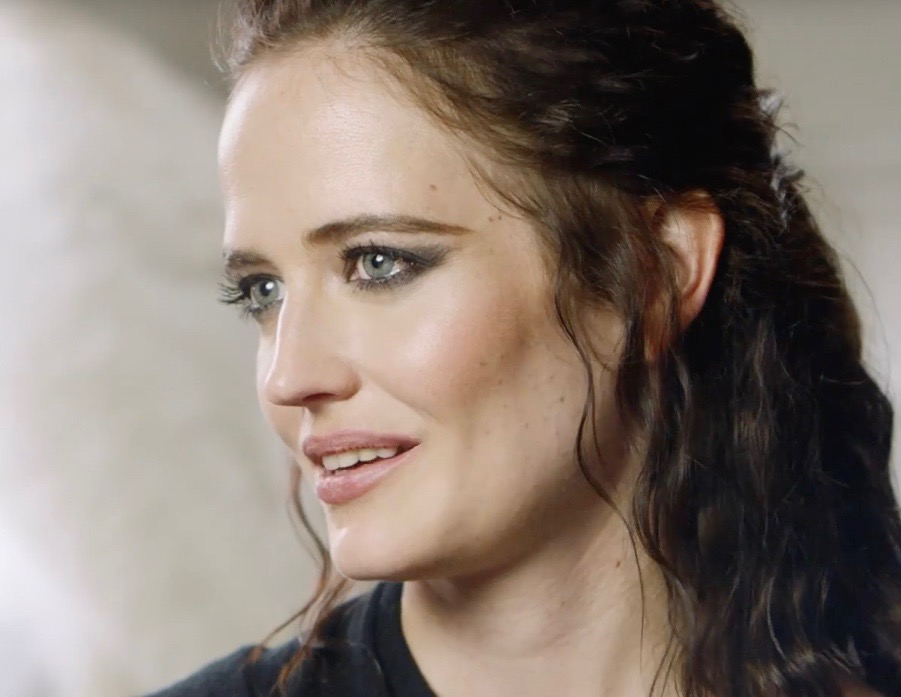
Eva Green (2018)

Eva Gaëlle Green [ˌe.va. ˈga.ɛl. ˈgʁeːn] (* 6. Juli 1980 in Paris) ist eine französische Schauspielerin. Sie wurde 2003 durch ihre Rolle in Bernardo Bertoluccis Film Die Träumer bekannt und war 2016 für ihre Rolle in der Fernsehserie Penny Dreadful für einen Golden Globe nominiert.

## Leben und Karriere
Eva Green ist die Tochter der französischen Schauspielerin Marlène Jobert und des schwedischen Zahnarztes Walter Green, der 1966 in dem schwedisch-französischen Film Zum Beispiel Balthasar eine kleine Rolle spielte. Sie hat eine Zwillingsschwester namens Johanne. Ihr Onkel ist der österreichische Kameramann Christian Berger, der Ehemann ihrer Tante Marika Green – ebenfalls Schauspielerin. Sie ist eine sephardische Jüdin.
Nach ihrem Schauspielstudium in Paris und London stand Green auf der Bühne, bevor sie erstmals in dem Film Die Träumer (2003) von Bernardo Bertolucci auftrat. In dem Film Königreich der Himmel (2005) von Ridley Scott spielte sie zusammen mit Orlando Bloom und Liam Neeson. Im James-Bond-Film Casino Royale (2006) spielte sie an der Seite von Daniel Craig (James Bond) die Mitarbeiterin des britischen Schatzamtes Vesper Lynd, in die sich der Agent verliebt. Erneut mit Craig sowie Nicole Kidman drehte sie den Fantasyfilm Der Goldene Kompass, eine Romanverfilmung, die zu Weihnachten 2007 in die internationalen Kinos kam. Im September 2007 wurde erstmals ein Werbespot mit ihr ausgestrahlt, in dem sie unter der Regie von Wong Kar-Wai für den Dior-Duft „Midnight Poison“ warb. Außerdem machte sie Werbung für Montblanc. Seit 2015 ist sie die Markenbotschafterin für L’Oréal Professionnel. 2012 stand sie als Angelique Bouchard für Tim Burtons Horror-Komödie Dark Shadows vor der Kamera. 2014 mimte sie in der Sin-City-Fortsetzung die Ava Lord. Im selben Jahr war sie in 300: Rise of an Empire – der Fortsetzung zu 300 (2007) – als persische Feldherrin Artemisia I. zu sehen. Von 2014 bis 2016 agierte sie in der Horrorserie Penny Dreadful in der Hauptrolle der Vanessa Ives. 2017 war sie in Roman Polańskis Film Nach einer wahren Geschichte zu sehen, der seine Premiere bei den Internationalen Filmfestspielen von Cannes 2017 außerhalb des Wettbewerbs feierte. Weitere Film- und Fernsehrollen folgten, 2023 spielte sie in zwei Filmen von Martin Bourboulon, nach der Vorlage Die drei Musketiere von A. Dumas, die Rolle der Milady de Winter. Ihr schauspielerisches Schaffen für Film und Fernsehen umfasst mehr als zwei Dutzend Produktionen.
2018 wurde sie in die Academy of Motion Picture Arts and Sciences berufen, die jährlich die Oscars vergibt.
Im Jahr 2024 wurde sie beim 77. Filmfestival von Cannes als Jurymitglied des Hauptwettbewerbs ausgewählt.

## Filmografie (Auswahl)
- 2003: Die Träumer (The Dreamers)

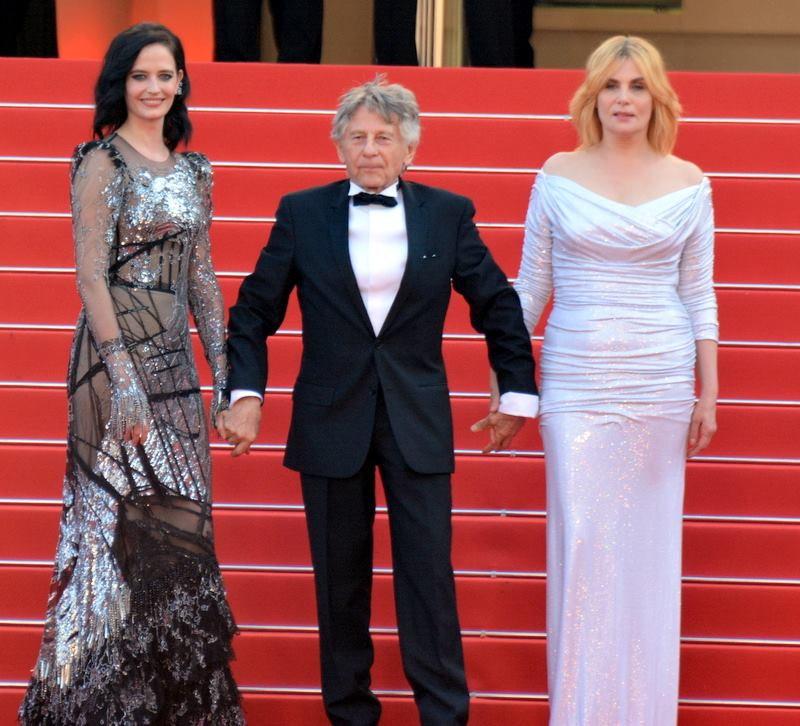
Green mit Roman Polański und Emmanuelle Seigner bei den Internationalen Filmfestspielen von Cannes 2017

- 2004: Arsène Lupin – Der König unter den Dieben (Arsène Lupin)
- 2005: Königreich der Himmel (Kingdom of Heaven)
- 2006: James Bond 007: Casino Royale (Casino Royale)
- 2007: Der Goldene Kompass (The Golden Compass)
- 2008: Franklyn – Die Wahrheit trägt viele Masken (Franklyn)
- 2009: Cracks
- 2009: Womb
- 2011: Perfect Sense
- 2011: Camelot (Fernsehserie, 10 Folgen)
- 2012: Dark Shadows
- 2014: 300: Rise of an Empire
- 2014: Sin City 2: A Dame to Kill For (Sin City: A Dame to Kill For)
- 2014: The Salvation – Spur der Vergeltung (The Salvation)
- 2014: Wie ein weißer Vogel im Schneesturm (White Bird in a Blizzard)
- 2014–2016: Penny Dreadful (Fernsehserie, 27 Folgen)
- 2016: Die Insel der besonderen Kinder (Miss Peregrine’s Home for Peculiar Children)
- 2017: Euphoria
- 2017: Nach einer wahren Geschichte (D’après une histoire vraie)
- 2019: Dumbo
- 2019: Proxima – Die Astronautin (Proxima)
- 2020: The Luminaries (Fernsehserie, 6 Folgen)
- 2022: Nocebo
- 2023: Die drei Musketiere – D’Artagnan (Les Trois Mousquetaires: D’Artagnan)
- 2023: Die drei Musketiere – Milady (Les Trois Mousquetaires: Milady)
- 2023: Liaison (Fernsehserie, 6 Folgen)
- 2024: Dirty Angels

## Auszeichnungen (Auswahl)
| Jahr | Preis                             | Kategorie                                   | Film                      | Resultat  |
| ---- | --------------------------------- | ------------------------------------------- | ------------------------- | --------- |
| 2004 | Europäischer Filmpreis            | Audience Award Best Actress                 | Die Träumer               | Nominiert |
| 2005 | Teen Choice Award                 | Choice Movie Liplock (mit Orlando Bloom)    | Königreich der Himmel     | Nominiert |
| 2005 | Teen Choice Awards                | Choice Movie Love Scene (mit Orlando Bloom) | Königreich der Himmel     | Nominiert |
| 2007 | British Academy Film Awards       | Orange Rising Star Award                    | Casino Royale             | Gewonnen  |
| 2007 | Empire Awards                     | Best Female Newcomer                        | Casino Royale             | Gewonnen  |
| 2007 | Saturn Award                      | Best Supporting Actress                     | Casino Royale             | Nominiert |
| 2007 | Irish Film and Television Awards  | Audience Award Best International Actress   | Casino Royale             | Nominiert |
| 2007 | National Movie Awards             | Best Performance by a Female                | Casino Royale             | Nominiert |
| 2015 | Satellite Award                   | Best Actress – Television Series Drama      | Penny Dreadful            | Nominiert |
| 2015 | Critics’ Choice Television Awards | Best Actress in a Drama Series              | Penny Dreadful            | Nominiert |
| 2016 | Golden Globe Awards               | Best Actress – Television Series Drama      | Penny Dreadful            | Nominiert |
| 2016 | Critics’ Choice Television Awards | Best Actress in a Drama Series              | Penny Dreadful            | Nominiert |
| 2020 | César                             | Best Actress                                | Proxima – Die Astronautin | Nominiert |